# Прапор Опришенів
Прапор Опришенів — офіційний символ села Опришени, Чернівецького району Чернівецької області, затверджений 14 вересня 2008 р. рішенням сесії Опришенської сільської ради.
Автор — А. Гречило.

## Опис
Квадратне полотнище, розділене по діагоналях на 2 зелені (верхнє та нижнє) та 2 червоні поля, у верхньому зеленому полі жовта голова лева з гривою та червоним язиком.

## Значення символів
На печатках громади Опришени з документів ХІХ ст. був зображений лев, який тепер підкреслює давню геральдичну традицію села.